# Argentinský velvyslanec v Evropské unii
Argentinský velvyslanec v Bruselu je oficiálním zástupcem argentinské vlády v institucích Evropské unie.

## Seznam představitelů
| Nástup do úřadu   | Velvyslanec              | Poznámky | Seznam představitelů Argentiny | Předseda Evropské komise |
| ----------------- | ------------------------ | --- | ------------------------------ | ------------------------ |
| 8. listopadu 1962 | Carlos Alberto Juni      | - V roce 1960 byl ministrem obchodu a průmyslu Argentinské republiky | José María Guido               | Piero Malvestiti         |
| 29. července 1965 | Hugo Boatti Ossario      | - V letech 1976 až 1980 byl argentinským velvyslancem ve Švédsku - V letech 1984 až 1989 byl argentinským velvyslancem v Německu | Arturo Umberto Illia           | Rinaldo Del Bo           |
| 10. února 1967    | Leopoldo Hugo Tettamanti | - Syn Luise Tettamantiho a Amally Martínezové - Ženatý s Aurorou Alzueta - Synové: Julián Luis, Pablo Anselmo, Diego Javier a Andrea Rexana - V letech 1976 až 1980 byl argentinským velvyslancem v Rusku                                                                                             | Juan Carlos Onganía            | Rinaldo Del Bo           |
| 5. března 1974    | Ildefonso Recalde        | - Od roku 1959 do roku 1962 byl generálním ředitelem Compañía Argentina de Televisión (CADETE) Canal 9 (Buenos Aires) | Isabel Perón                   | François-Xavier Ortoli   |
| 14. července 1975 | Antonio Cafiero          | | Isabel Perón                   | François-Xavier Ortoli   |
| 19. července 1976 | Carlos Moyano Llerena    | | Jorge Rafael Videla            | François-Xavier Ortoli   |
| 17. ledna 1978    | Elvio Baldinelli         | - V letech 1968 až 1970 působil jako státní tajemník pro zahraniční obchod. - V letech 1981 až 1982 působil jako tajemník pro těžbu a průmysl. - V letech 1977 až 1982 působil jako velvyslanec v Evropském hospodářském společenství. - V roce 1980 byl viceprezidentem argentinské centrální banky. | Jorge Rafael Videla            | Roy Jenkins              |
| 4. října 1984     | Luis Ramiro Alfonsin     | (* 21. června 1930), je třetím dítětem Raúla Alfonsína. | Raúl Alfonsín                  | Gaston Thorn             |
| 7. listopadu 1989 | Diego Ramiro Guelar      | | Carlos Menem                   | Jacques Delors           |
| 10. září 1996     | Juan José Uranga         | Syn Juana José Urangy - V roce 2000 byl argentinským velvyslancem v Brazílii | Carlos Menem                   | Jacques Santer           |
| 1. srpna 2000     | Roberto Lavagna          | | Fernando de la Rúa             | Romano Prodi             |
| 17. července 2002 | Jorge Remes Lenicov      | | Eduardo Duhalde                | Romano Prodi             |
| 18. března 2014   | Hernán Lorenzino         | Hernán Gaspar Lorenzino | Cristina Fernández de Kirchner | José Manuel Barroso      |
| 1. července 2016  | Mario Raúl Verón Guerra  | | Mauricio Macri                 | Jean-Claude Juncker      |
| 31. května 2018   | Marcelo Cima             | | Mauricio Macri                 | Jean-Claude Juncker      |
| 13. května 2020   | Pablo Grinspun           | | Alberto Fernández              | Ursula von der Leyen     |
| 19. června 2023   | Atilio Berardi           | Archivováno 6. 9. 2023 na Wayback Machine. Archivováno 6. 9. 2023 na Wayback Machine. | Alberto Fernández              | Ursula von der Leyen     |